# Jonathan Stroud
Jonathan Stroud (født 27. oktober 1970 i Bedford i England) er en britisk fantasyforfatter, som for det meste skriver børne- og ungdomslitteratur. Han er blandt andet forfatter af Bartimæus-trilogien.
Bartimæus-trilogien omfatter: 
- 2003 Amuletten fra Samarkand (originaltitel: The Amulet of Samarkand)
- 2004 Golems Øje (originaltitel: The Golem's Eye)
- 2005 Ptolemæus Porten (originaltitel: Ptolemy's Gate)
- 2010 Salomons Ring (originaltitel: The Ring of Solomon)

Efter college studerede han på University of York.